# Euphaedra (Euphaedrana) attenuata
Euphaedra (Euphaedrana) attenuata es una especie de  Lepidoptera, de la familia Nymphalidae,  subfamilia Limenitidinae, tribu Adoliadini, pertenece al género Euphaedra, subgénero Euphaedrana.

## Localización
Esta especie de Lepidoptera se encuentra localizada en Etiopía.